# Pieve di Cesano Boscone
La pieve di Cesano Boscone o pieve di San Giovanni Battista di Cesano Boscone (in latino: Plebis Bosconensis o Plebis Sancti Johannis Baptistae Bosconensis) era il nome di un'antica pieve dell'arcidiocesi di Milano e del Ducato di Milano con capoluogo Cesano Boscone.
Il patrono era san Giovanni Battista, la cui festa viene ancor'oggi celebrata a Cesano Boscone.

## Storia

### Le origini
Abbiamo notizia della pieve a partire dal XIII secolo quando Goffredo da Bussero, autore del Liber notitiae sanctorum Mediolani ci fornisce dati censitari schematici: la pieve di Cesano Boscone comprendeva i comuni di Assago, Baggio, Corsico, Cusago, Romano Banco, Ronchetto sul Naviglio, Seguro, Settimo Milanese, Trezzano sul Naviglio, Vighignolo. Nel XIV secolo si cita la presenza di un primo sacerdote a capo di essa con il titolo di praepositus (prevosto), mentre a livello civile si affermava una struttura parallela sottoposta al potere secolare del Ducato di Milano.

### I secoli XVI e XVII
La pieve fu sede di una chiesa collegiata, cioè sede di un capitolo di canonici, mentre nel 1603 e nel 1628 rispettivamente Cusago e Baggio divennero parrocchie.
Dopo il Concilio di Trento andò anche diffondendosi la tradizione vicariale che operava per conto dell'arcivescovo.

### Fine delle pievi
La struttura civile delle pievi milanesi fu travolta dall'invasione francese del 1797. La pieve venne spartita fra nuovi effimeri distretti, sparendo completamente come entità amministrativa. A livello religioso la pieve durò invece fino al 1972 quando, con il sinodo diocesano indetto dal cardinale Giovanni Colombo, arcivescovo di Milano, la pieve di Cesano Boscone venne abolita e la città venne compresa nel decanato di Cesano Boscone e quindi nella zona pastorale VI di Melegnano, divenendo sede in un primo momento di un vicariato e poi del decanato suddetto.
A differenza di altre ex-capopievi, quindi, Cesano Boscone ha oggi perso ogni dignità prepositurale e la memoria della pieve rimane solo come un fatto storico, dal momento che la sua stessa chiesa è divenuta semplice chiesa parrocchiale. Allo scioglimento aveva un'area di 48,56 km² e 90 396 abitanti. Attualmente è retta dal parroco Luigi Caldera. Parte del suo antico territorio corrisponde oggi al Municipio 7 di Milano.

## La chiesa capopieve
La chiesa capopieve è dedicata a san Giovanni Battista.
Scavi condotti nel 1995 al di sotto della chiesa hanno consentito di riportare alla luce i resti di un più antico luogo di culto, databile tra VI e VIII secolo, in epoca longobarda
All'epoca medioevale è riconducibile la comparsa del ruolo di "praepositus", attestato per la prima volta per un certo Riccardo nel 1154. Alla stessa epoca viene anche segnalato il fatto che in paese si svolgono regolarmente fiere e mercati.
L'edificio venne ampliato a partire dal 1780 con la costruzione di un nuovo presbiterio. Nel 1899 la chiesa venne nuovamente giudicata insufficiente ad accogliere i fedeli e venne completamente smantellata e rifatta, conservando solo i rifacimenti del 1780 e un muro dell'abside su cui si era conservato un affresco del XVI secolo.
Internamente, la chiesa conserva due tele eseguite ad opera del pittore Pietro Giustiniani all'inizio dell'Ottocento.

## Territorio
Nella seconda metà del XVIII secolo, dopo l'aggregazione delle cascine del Ronco di Malandra e di Moirano a quella di Assiano, il territorio della pieve era così suddiviso:
| Pieve civile                                                                         | Pieve ecclesiastica                                           |
| Comune di Cesano Boscone Comune di Lorenteggio Comune di Muggiano                    | Parrocchia prepositurale di San Giovanni Battista             |
| Comune di Assago Comune di Bazzana Sant'Ilario Comune di Bazzanella                  | Parrocchia di San Desiderio                                   |
| Comune di Baggio Comune di Sella Nova                                                | Parrocchia di Sant'Apollinare                                 |
| Comune di Corsico Comune di Grancino                                                 | Parrocchia dei Santi Pietro e Paolo                           |
| Comune di Cusago Comune di Assiano                                                   | Parrocchia dei Santi Fermo e Rustico                          |
| Comune di Romanobanco Comune di Buccinasco Comune di Gudo Gambaredo Comune di Rovido | Parrocchia dei Santi Gervaso e Protaso in Santa Maria Assunta |
| Comune di Ronchetto                                                                  | Parrocchia di San Silvestro                                   |
| Comune di Seguro                                                                     | Parrocchia di San Giorgio                                     |
| Comune di Settimo                                                                    | Parrocchia di Santa Margherita Vergine e Martire              |
| Comune di Terzago                                                                    | --                                                            |
| Comune di Trezzano Comune di Loirano                                                 | Parrocchia di Sant'Ambrogio Vescovo e Dottore                 |
| Comune di Vighignolo                                                                 | Parrocchia di Santa Maria Nascente                            |